# Wau Holland
Herwart Holland-Moritz, conhecido como Wau Holland, (20 de dezembro de 1951 - 29 de julho de 2001) foi considerado tanto um hacker como um filósofo e um visionário.
Foi um dos fundadores do Chaos Computer Club (CCC) em 1981, um dos mais antigos clubes de hacking. O CCC tornou-se mundialmente famoso quando seus membros expuseram falhas de segurança do Bildschirmtext, um serviço online de videotexto interativo lançado em  1983 pelo Deutsche Bundespost, o serviço postal da Alemanha Ocidental. Conseguiram que um banco lhes enviasse 134 mil marcos alemães (cerca de 68,513 euros). No dia seguinte, eles devolveram o dinheiro.
Holland também foi um dos fundadores da revista do CCC, Datenschleuder, em 1984, que falava com entusiasmo sobre as possibilidades de redes globais de informação e de poderosos computadores, e também publicava diagramas para a construção de modems baratos. A então monopolista Deutsche Bundespost, a companhia telefônica alemã, tinha que aprovar os modems mas também vendia os seus próprios modelos - caros e lentos. O ramo de telecomunicações da Deutsche Bundespost acabou sendo privatizado e agora se chama Deutsche Telekom.
Holland  dava conferências sobre controle de informação, tanto para o governo como para o setor privado. Lutou contra a proteção anticópia e  todas as formas de censura e defendeu uma infraestrutura de informação aberta. Comparou os pedidos de censura de alguns governos aos da Igreja Católica na Idade Média e considerava a proteção anticópia como um defeito do produto. Nos seus últimos anos, passava a maior parte do tempo em um centro de jovens dando aulas a crianças sobre a ética e a ciência do hacking, demonstrando um fino senso de humor.
 Ele também era rádio amador e usava o prefixo DB4FA.
Morreu aos 49 anos, por complicações decorrentes de um acidente vascular cerebral que havia sofrido em maio.

## References
1. 1 2  Hacken als Form der Gesellschaftskritik - Telepolis
2. ↑  Funkamateure im CCC jetzt auch im DARC - Chaos Computer Club